# Петренко, Вадим Михайлович
Вадим Михайлович Петренко (8 января 1946, Ревда, Свердловская область — 13 мая 2022) — украинский политик. Бывший народный депутат Украины. Член ВО «Батькивщина», председатель Полтавской областной организации с октября 1999 года.

## Биография
Родился 8 января 1946 года в городе Ревда, Свердловская область, СССР.

## Образование
В 1975 году окончил Украинский политехнический институт, а в 1984 году — Высшую партийную школу при ЦК КПУ.

## Карьера
Работал сварщиком, сменным мастером, начальником цеха, заместитель председателя инженера Карловского механического завода Полтавской области в Карловском и Кобелякском райкомах КПУ, Полтавском обкома КПУ. Июнь 1988 — сентябрь 2002 — первый заместитель генерального директора ОАО «Полтаваголовпостач» и директор дочерних предприятий-филиалов «Промпостач» и «Металопромпостач». 2005—2006 — заместитель председателя Полтавской областной государственной администрации.
Доверенное лицо кандидата на пост пост Президента Украины Виктора Ющенко в ТИО № 148 (2004—2005).

## Парламентская деятельность
Апрель 2002 — кандидат в народные депутаты Украины от «Блока Юлии Тимошенко», № 34 в списке. На время выборов: первый заместитель генеральный директора ОАО «Полтаваголовпостач», член ВО «Батькивщина».
Народный депутат Украины 5-го созыва с 25 мая 2006 до 12 июня 2007 от «Блока Юлии Тимошенко», № 40 в списке. На время выборов: заместитель председателя Полтавской областной государственной администрации, член ВО «Батькивщина». Член фракции «Блок Юлии Тимошенко» (с мая 2006). Член Комитета по вопросам государственного строительства, региональной политики и местного самоуправления (с июля 2006). 12 июня 2007 года досрочно прекратил свои полномочия во время массового сложения мандатов депутатами-оппозиционерами с целью проведения внеочередных выборов в Верховную Раду Украины.
Народный депутат Украины 6-го созыва с 23 ноября 2007 до 12 декабря 2012 от «Блока Юлии Тимошенко», № 40 в списке. На время выборов: пенсионер, член ВО «Батькивщина». Член фракции «Блок Юлии Тимошенко» (с ноября 2007). Председатель подкомитета по вопросам органов исполнительной власти Комитета по вопросам государственного строительства и местного самоуправления (с декабря 2007).
Умер 13 мая 2022 года в возрасте 76 лет.